# Kai Abraham
Kai Abraham (* 28. März 1967 in Ost-Berlin) ist ein ehemaliger deutsch-österreichischer Badmintonspieler.
Er erlernte das Badmintonspiel in Ost-Berlin beim dortigen Verein Empor Brandenburger Tor unter den Fittichen seines Vaters Hans Abraham, welcher ebenfalls ein erfolgreicher  Badmintonspieler war. Kai Abraham gewann 17 Titel bei DDR-Nachwuchsmeisterschaften im Badminton. Bei den Erwachsenen hatte er es jedoch schwer, an den Greifswalder Spitzenspielern, insbesondere an seinem langjährigen Doppelpartner Thomas Mundt, vorbeizukommen. Bei DDR-Meisterschaften schaffte er es jedoch 1987, alle Kontrahenten hinter sich zu lassen. 1992 gewann er zwei Titel bei den Malta International. Danach wechselte er nach Österreich und gewann dort 1995 den Doppel- und Mixedtitel sowie 1998 nochmals des Doppeltitel mit Heimo Götschl.

## Sportliche Erfolge

### Nationale Titel
| Veranstaltung                       | Saison    | Disziplin    | Sieger |
| ----------------------------------- | --------- | ------------ | --- |
| DDR-Einzelmeisterschaft AK 10/11    | 1977/1978 | Herreneinzel | Kai Abraham (Empor Brandenburger Tor)                                                                                        |
| DDR-Einzelmeisterschaft AK 10/11    | 1977/1978 | Herrendoppel | Steffen Pohl / Kai Abraham (Rotation Erfurt / Empor Brandenburger Tor)                                                       |
| DDR-Einzelmeisterschaft AK 10/11    | 1978/1979 | Herreneinzel | Kai Abraham (EBT Berlin) |
| DDR-Einzelmeisterschaft AK 10/11    | 1978/1979 | Herrendoppel | Kai Abraham / Jan Schülke (EBT Berlin / Kühlautomat Berlin)                                                                  |
| DDR-Einzelmeisterschaft AK 10/11    | 1978/1979 | Mixed        | Kai Abraham / Maike Uhlemann (EBT Berlin / Medizin Luckau)                                                                   |
| DDR-Einzelmeisterschaft AK 12/13    | 1979/1980 | Herrendoppel | Kai Abraham / Torsten Zippel (Empor Brandenburger Tor)                                                                       |
| DDR-Einzelmeisterschaft AK 12/13    | 1980/1981 | Herrendoppel | Kai Abraham / Olaf Bahn (EBT Berlin)                                                                                         |
| DDR-Einzelmeisterschaft AK 12/13    | 1980/1981 | Herreneinzel | Kai Abraham (EBT Berlin) |
| DDR-Einzelmeisterschaft AK 12/13    | 1980/1981 | Mixed        | Kai Abraham / Jacqueline Bolduan (EBT Berlin)                                                                                |
| DDR-Einzelmeisterschaft AK 14/15    | 1981/1982 | Herreneinzel | Kai Abraham (Empor Brandenburger Tor Berlin)                                                                                 |
| DDR-Einzelmeisterschaft AK 14/15    | 1981/1982 | Mixed        | Kai Abraham / Manuela Engler (Empor Brandenburger Tor Berlin)                                                                |
| DDR-Einzelmeisterschaft AK 14/15    | 1981/1982 | Herrendoppel | Kai Abraham / Torsten Zippel (Empor Brandenburger Tor Berlin)                                                                |
| DDR-Mannschaftsmeisterschaft Jugend | 1982/1983 | Mannschaft   | Empor Brandenburger Tor Berlin (Dirk Hickl, Torsten Zippel, Kai Abraham, Manuela Engler, Katrin Schlotte)                    |
| DDR-Einzelmeisterschaft AK 16/17    | 1982/1983 | Herreneinzel | Kai Abraham (Empor Brandenburger Tor Berlin)                                                                                 |
| DDR-Mannschaftsmeisterschaft Jugend | 1983/1984 | Mannschaft   | Empor Brandenburger Tor Berlin (Kai Abraham, Jacqueline Bolduan, Torsten Zippel, Olaf Bahn, Manuela Engler, Katrin Schlotte) |
| DDR-Einzelmeisterschaft AK 16/17    | 1983/1984 | Mixed        | Kai Abraham / Jacqueline Bolduan (Empor Brandenburger Tor Berlin)                                                            |
| DDR-Einzelmeisterschaft AK 16/17    | 1983/1984 | Herreneinzel | Kai Abraham (Empor Brandenburger Tor Berlin)                                                                                 |
| DDR-Einzelmeisterschaft AK 16/17    | 1983/1984 | Herrendoppel | Kai Abraham / Mike Joseph (Empor Brandenburger Tor / Einheit Greifswald)                                                     |
| DDR-Einzelmeisterschaft AK 16/17    | 1984/1985 | Herreneinzel | Kai Abraham (Empor Brandenburger Tor Berlin)                                                                                 |
| DDR-Einzelmeisterschaft AK 16/17    | 1984/1985 | Mixed        | Kai Abraham / Jacqueline Bolduan (Empor Brandenburger Tor Berlin)                                                            |
| DDR-Einzelmeisterschaft             | 1986/1987 | Herrendoppel | Thomas Mundt / Kai Abraham (Einheit Greifswald / EBT Berlin)                                                                 |
| DDR-Einzelmeisterschaft             | 1988/1989 | Herreneinzel | Kai Abraham (Empor Brandenburger Tor Berlin)                                                                                 |
| Österreichische Einzelmeisterschaft | 1994/1995 | Herrendoppel | Heimo Götschl / Kai Abraham                                                                                                  |
| Österreichische Einzelmeisterschaft | 1994/1995 | Mixed        | Kai Abraham / Sigrun Ploner                                                                                                  |
| Österreichische Einzelmeisterschaft | 1997/1998 | Herrendoppel | Heimo Götschl / Kai Abraham                                                                                                  |